# Tonzang
Tonzang är en kommun i Myanmar.   Den ligger i regionen Chin, i den nordvästra delen av landet, 500 km nordväst om huvudstaden Naypyidaw. Antalet invånare är 30 002.